# Barbara Brüning
Barbara Brüning (* 29. August 1951 in Leipzig) ist eine deutsche Politikerin der SPD und ehemaliges Mitglied der Hamburgischen Bürgerschaft; Professorin an der Fakultät für Erziehungswissenschaft, Psychologie und Bildungswissenschaft der Universität Hamburg.

## Leben
Barbara Brüning machte 1970 ihr Abitur in Leipzig. Von 1971 bis 1975 studierte sie an der Karl-Marx-Universität Leipzig Kulturwissenschaften, danach von 1977 bis 1982 Philosophie, Slawistik und Erziehungswissenschaft in Universität Hamburg, was sie mit dem Ersten Staatsexamen 1982 und dem Zeiten Staatsexamen 1986 abschloss. 1985 folgten die Promotion und 1998 die Habilitation. 2006 wurde sie Professorin an der Fakultät für Erziehungswissenschaft, Psychologie und Bildungswissenschaft der Universität Hamburg. Von 2009 bis 2016 war sie Professeur Associé an der Universität von Luxemburg, seit 2019 ist sie Dozentin an der Pädagogischen Hochschule in Eisenstadt.
Brüning lernte ihren späteren Mann 1973 bei den Weltfestspielen der Jugend in Ost-Berlin kennen. Zwei Jahre später stellte sie einen Ausreiseantrag und durfte 1977 von der DDR in die Bundesrepublik Deutschland übersiedeln.
Brüning ist auch als Autorin von Sach- und Schulbüchern tätig, insbesondere zur Philosophie und Philosophiedidaktik. Sie ist Mitglied im Deutschen Lehrerverband. Brüning ist verheiratet und hat zwei erwachsene Kinder.

## Politik
1990 trat sie in die SPD ein. Von 1997 bis 2008 war sie Mitglied der Hamburgischen Bürgerschaft. Schwerpunkte ihrer parlamentarischen Arbeit waren die Europa- und Bildungspolitik (speziell Hochschule).
Brüning vertrat die SPD im Europaausschuss, Schulausschuss und Wissenschaftsausschuss. Zudem war sie Mitglied in der Enquete-Kommission „Schulentwicklung“. Sie war Fachsprecherin ihrer Fraktion für Wissenschaft und Forschung.

## Veröffentlichungen (Auswahl)
- Philosophieren mit sechs- bis achtjährigen Kindern in der außerschulischen Erziehung. Überlegungen zu einem handlungsorientierten Ansatz unter Berücksichtigung praktischer Erfahrungen, Hamburg 1985.
- Ethikunterricht in Europa. Ideengeschichtliche Traditionen, curriculare Konzepte und didaktische Perspektiven in der Sekundarstufe I, Leipzig 1998.
- Philosophieren in der Sekundarschule, Weinheim 2003.
- Einführung in die Philosophie, Berlin 2004.
- Kleines ABC der Ethik, Leipzig 2008.
- Kinder sind die besten Philosophen, Leipzig 2008, 2. Auflage.
- Wie soll die Welt von morgen sein? Ethische Fragen aus Natur und Technik im Unterricht behandeln, Weinheim 2009.
- Philosophinnensprüche, Leipzig 2010, 6. Auflage.
- Philosophieren in der Grundschule, Berlin 2010, 2. Auflage
- Prinzessin Lara und der kleine Saurier, Troisdorf 2010.
- Mit Lara und dem kleinen Saurier philosophieren. Praxisbuch zum Nachdenken über Menschen, Tiere und die Welt, Troisdorf 2010.
- Ethik Philosophie Didaktik. Praxishandbuch für die Sekundarstufe I und II, Berlin 2016.